# 吉维·马恰拉什维利
吉维·马恰拉什维利（1997年5月17日—），格鲁吉亚男子摔跤运动员，2022年世界摔跤锦标赛男子自由式97公斤级铜牌得主、2023年世界摔跤锦标赛男子自由式97公斤级铜牌得主、2024年夏季奥林匹克运动会男子自由式97公斤级银牌得主。